# Love, Be Loved, Leave, Be Left
Love, Be Loved, Leave, Be Left (思い、思われ、ふり、ふられ, Omoi, omoware, furi, furare) est une série manga scénarisée et dessinée par Io Sakisaka. Elle est prépubliée dans le magazine shōjo Bessatsu Margaret de l'éditeur Shūeisha entre juin 2015 et mai 2019  et publié en un total de 12 tankōbon. La version française est publiée en intégralité par Kana.
Une adaptation cinématographique en prise de vues réelles sort au Japon en août 2020 et une adaptation cinématographique d'animation produite par A-1 Pictures sort en septembre 2020.
En juillet 2020, le manga comptait plus de 5,5 millions d'exemplaires en circulation. En 2018, Love Me, Love Me Not remporte le 63e Prix Shōgakukan dans la catégorie shōjo.

## Synopsis
Durant le printemps avant sa première année de lycée, Yuna Ichihara souffre d'être séparée de son meilleur ami Sacchan qui déménage. Sur le chemin de la gare, elle est arrêtée par une fille au hasard nommée Akari Yamamoto qui lui demande de l'argent pour son billet de train. Bien que Yuna soit quelque peu effrayée et réticente, elle donne de l'argent à la fille, qui à son tour lui donne son bracelet en guise de promesse qu'elle la reverra le lendemain pour la rembourser. Le même jour, Yuna rencontre à deux reprises un garçon qui ressemble au prince idolâtré de son enfance et qu'elle considérait comme son premier amour. Après cela, la fille nommée Akari rend l'argent de Yuna, elles rentrent chez elles ensemble pour découvrir qu'elles vivent dans le même immeuble et deviennent instantanément amies. Cependant, elles découvrent qu'elles explorent l'amour de manières complètement différentes, Yuna étant peut être amoureuse du frère cadet d'Akari et Akari amoureuse de l'ami d'enfance de Yuna.

## Personnages
Yuna Ichihara (市原 由奈, Ichihara Yuna)
Voix japonaise : Marika Suzuki
Akari Yamamoto (山本 朱里, Yamamoto Akari)
Voix japonaise : Megumi Han
Rio Yamamoto (山本 理央, Yamamoto Rio)
Voix japonaise : Nobunaga Shimazaki
Kazuomi Inui (乾 和臣, Inui Kazuomi)
Voix japonaise : Soma Saito

## Médias

### Mangas
Love, Be Loved, Leave, Be Left est annoncé dans le numéro de juin 2015 du magazine Bessatsu Margaret. Io Sakisaka souhaitait montrer les expériences amoureuses d'une manière différente en réfléchissant aux intrigues de sa série précédente, Blue Spring Ride.
La série est prépubliée dans le magazine Bessatsu Margaret de Shūeisha du 13 juin 2015 au 13 mai 2019,. Ses chapitres sont rassemblés en douze volumes tankōbon sortis entre le 13 octobre 2015 et le 25 juin 2019,.
La version française est publiée par Kana en autant de volumes sortis entre le 8 juillet 2016 et le 5 février 2021. En Amérique du Nord, VIZ Media licencie la série pour une sortie en anglais sous le titre Love Me, Love Me Not avec un premier volume sorti le 3 mars 2020 et le dernier le 4 janvier 2022.

#### Liste des volumes
| no | Japonais         | Japonais          | Français         | Français          |
| no | Date de sortie   | ISBN              | Date de sortie   | ISBN              |
| -- | ---------------- | ----------------- | ---------------- | ----------------- |
| 1  | 13 octobre 2015  | 978-4-08-845467-2 | 8 juillet 2016   | 978-2-505-06686-6 |
| 2  | 25 février 2016  | 978-4-08-845528-0 | 7 octobre 2016   | 978-2-505-06694-1 |
| 3  | 24 juin 2016     | 978-4-08-845596-9 | 6 janvier 2017   | 978-2-505-06695-8 |
| 4  | 25 octobre 2016  | 978-4-08-845653-9 | 7 juillet 2017   | 978-2-505-06696-5 |
| 5  | 24 mars 2017     | 978-4-08-845732-1 | 17 novembre 2017 | 978-2-505-06697-2 |
| 6  | 25 août 2017     | 978-4-08-845804-5 | 4 mai 2018       | 978-2-505-07132-7 |
| 7  | 25 décembre 2017 | 978-4-08-845868-7 | 9 novembre 2018  | 978-2-505-07399-4 |
| 8  | 25 avril 2018    | 978-4-08-844025-5 | 31 mai 2019      | 978-2-505-07133-4 |
| 9  | 25 juillet 2018  | 978-4-08-844066-8 | 22 novembre 2019 | 978-2-505-07611-7 |
| 10 | 25 octobre 2018  | 978-4-08-844109-2 | 12 juin 2020     | 978-2-505-08310-8 |
| 11 | 25 février 2019  | 978-4-08-844172-6 | 23 octobre 2020  | 978-2-505-08311-5 |
| 12 | 25 juin 2019     | 978-4-08-844213-6 | 5 février 2021   | 978-2-505-08441-9 |

### Adaptation en film live
Une adaptation cinématographique en prise de vues réelles réalisée par Takahiro Miki sort le 14 août 2020. Le film met en scène Eiji Akaso (en) dans le rôle de Kazuomi Inui et Minami Hamabe dans celui d'Akari Yamamoto, avec Riko Fukumoto jouant Yuna Ichihara et Takumi Kitamura jouant Rio Yamamoto. La chanson thème 115man Kilo no Film (en) est interprétée par Official Hige Dandism.

### Film d'animation
Le 22 avril 2019, Shūeisha annonce une adaptation cinématographique sous la forme d'un film d'animation de A-1 Pictures. La sortie est tout d'abord prévue pour le 29 mai 2020 mais est repoussée au 18 septembre 2020 à cause de la pandémie de Covid-19,. Le film est réalisé par Toshimasa Kuroyanagi, sur un scénario d'Erika Yoshida, un chara design de Yuu Yamashita et une musique de Yuuji Nomi. La chanson thème, Gravity, est interprétée par Bump of Chicken. Les acteurs principaux du film live font une apparition en tant que caméo dans le film.

## Réception
Love, Be Loved, Leave, Be Left remporte le 63e prix Shōgakukan dans la catégorie shōjo en 2018,,. La série est nommée pour le 41e prix du manga Kōdansha dans la catégorie shōjo en 2017. La série se place 9e du classement Kono Manga ga sugoi! de Takarajimasha des meilleurs mangas de 2017 pour les lectrices.
En juillet 2020, plus de 5,5 millions d'exemplaires de la série étaient en circulation. Le volume 3 de la série commence à la 4ème place du classement manga Oricon, culmine à la 2ème place et se vend à 325 010 exemplaires. Le volume 4 commence à la 1ère place, se vendant à 168 863 exemplaires lors de sa première semaine, à 293 419 exemplaires en un mois et se classant régulièrement entre octobre et novembre. Le volume 5 commence à la 6ème place, se vendant à 110 175 exemplaires lors de sa première semaine et se classant premier lors de sa seconde semaine avec 121 903 exemplaires additionnels vendus.